# Малкара
Малкара (тур. Malkara) — город и район в провинции Текирдаг (Турция).

## История
Эти места были ареной схваток ещё во время греко-персидских войн. Согласно одной из версий, слово «малкара» происходит от персидского «маргаар», что означает «змеиная пещера»; согласно другой город был назван в честь Мальгара — одного из сподвижников Александра Македонского, построившего здесь крепость (которая продолжала использоваться вплоть до византийских времён).
После турецкого завоевания Малкара часто использовалась как место ссылки тех, кто впадал в немилость у Оттоманского двора. В конце XVIII века Малкара стала местом восстания янычар, когда султан Селим III решил заменить их армией нового типа.
Малкара была оккупирована русскими войсками во время русско-турецкой войны 1828-1829 и русско-турецкой войны 1877-1878 годов, во время Балканских войн он 8 с половиной месяцев находился под болгарской оккупацией.
В 1912 году в городе и районе проживало:
Греки - 15 020 чел.
Турки - 14 390 чел.
Армяне - 3 200 чел.
Болгары -  2 730 чел.
Во время Второй мировой войны, когда греческая Фракия была оккупирована немецкими и болгарскими войсками, в этих местах были расселены беженцы из Греции.